# Huari Chico
Huari Chico ist eine Streusiedlung im Departamento La Paz im südamerikanischen Anden-Staat Bolivien.

## Lage im Nahraum
Huari Chico liegt in der Provinz Ingavi und ist, noch vor dem Ort Tiawanacu, die größte Ortschaft im Municipio Tiahuanacu. Die Ortschaft liegt auf einer Höhe von 3843 m am Ufer des Titicaca-Sees, nur wenige Kilometer von Tiahuanaco entfernt, der international bekannten Weltkulturerbe-Ruinenstätte aus der Prä-Inka-Kultur.

## Geographie
Huari Chico liegt auf dem bolivianischen Altiplano zwischen den Anden-Gebirgsketten der Cordillera Occidental im Westen und der Cordillera Central im Osten. Das Klima der Region ist ein typisches Tageszeitenklima, bei dem die mittlere Schwankung der Tagestemperaturen deutlicher ausfällt als die im Jahresverlauf.
Die Jahresdurchschnittstemperatur in der Region Huari Chico am Titicaca-See liegt bei 8 °C (siehe Klimadiagramm Huacullani), die Monatswerte schwanken nur unwesentlich zwischen 6 °C im Juli und 10 °C im Dezember. Der Jahresniederschlag beträgt etwa 600 mm, die Monatsniederschläge liegen zwischen unter 15 mm in den Monaten Mai bis August und knapp über 100 mm von Dezember bis Februar.

## Verkehrsnetz
Huari Chico liegt in einer Entfernung von 98 Straßenkilometern westlich von La Paz, der Hauptstadt des gleichnamigen Departamentos.
Von La Paz aus führt die asphaltierte Nationalstraße Ruta 2 über dreizehn Kilometer bis El Alto, von dort die Ruta 1 weitere 63 Kilometer in westlicher Richtung bis Tiawanacu. Von dort führt eine unbefestigte Straße in nordwestlicher Richtung bis Pillapi San Agustín, überquert die Küstenkette in nördlicher Richtung und erreicht nach elf Kilometern Huari Chico.

## Bevölkerung
Die Einwohnerzahl der Ortschaft ist im vergangenen Jahrzehnt um mehr als ein Drittel angestiegen:
| Jahr | Einwohner         | Quelle       |
| ---- | ----------------- | ------------ |
| 1992 | keine Detaildaten |              |
| 2001 | 852               | Volkszählung |
| 2012 | 1 145             | Volkszählung |
| 2024 |                   | Volkszählung |

Die Region weist einen hohen Anteil an Aymara-Bevölkerung auf, im Municipio Tiahuanacu sprechen 95,7 Prozent der Bevölkerung Aymara.